# کاترین بردشا
کاترین بـِرَدشا (انگلیسی: Cathryn Bradshaw؛ زادهٔ ۱۳ ژانویهٔ ۱۹۶۴) بازیگر اهل بریتانیا است. وی از سال ۱۹۸۹ میلادی تاکنون مشغول فعالیت بوده‌است.
از فیلم‌ها یا مجموعه‌های تلویزیونی که وی در آن‌ها نقش داشته‌است، می‌توان به مادر، ونوس، تلفات، آدمکشان میدسامر و پوآرو اشاره نمود.